# Voskresenka, Polohî
Voskresenka (în ucraineană Воскресенка) este localitatea de reședință a comunei Ceapaievka din raionul Polohî, regiunea Zaporijjea, Ucraina.

## Demografie
Componența lingvistică a localității Voskresenka
     Ucraineană (96,55%)
     Rusă (3,29%)
     Alte limbi (0,08%)
Conform recensământului din 2001, majoritatea populației localității Voskresenka era vorbitoare de ucraineană (96,55%), existând în minoritate și vorbitori de rusă (3,29%).